# Charlotta Johansson
Charlotta Johansson, född 14 december 1970, är en svensk före detta friidrottare (sprinter) som tävlade för klubben Huddinge AIS.

## Personliga rekord
- 400 meter - 52,67 (Göteborg 13 juli 1994)